# Pyrrosia heterophylla
Pyrrosia heterophylla är en stensöteväxtart som först beskrevs av Carolus Linnaeus, och fick sitt nu gällande namn av M. Price. Pyrrosia heterophylla ingår i släktet Pyrrosia och familjen Polypodiaceae. Inga underarter finns listade.